# Galina Popowa
Galina Michajłowna Popowa z domu Winogradowa (ros. Галина Михайловна Попова (Виноградова), ur. 2 czerwca 1932 w Leningradzie) – radziecka lekkoatletka, sprinterka i specjalistka skoku w dal, kilkakrotna rekordzistka świata, dwukrotna uczestniczka igrzysk olimpijskich.

## Kariera sportowa
Zajęła 5. miejsce w skoku w dal na mistrzostwach Europy w 1954 w Bernie.
3 sierpnia 1955 podczas V światowego festiwalu młodzieży i studentów w Warszawie ustanowiła rekord Europy w skoku w dal, uzyskując odległość 6,27 m. 11 września 1955 w Moskwie ustanowiła rekord świata w tej konkurencji wynikiem 6,28 m, a także biegła w składzie sztafety 4 × 100 metrów, która wyrównała rekord świata czasem 45,6 s (skład sztafety: Lidija Poliniczenko, Winogradowa, Zinaida Safronowa i Marija Itkina). 18 listopada tego roku w Tbilisi poprawiła własny rekord w skoku w dal rezultatem 6,31 m. 10 sierpnia 1956 w Moskwie i 13 października 1956 w Taszkencie wyrównała rekord Europy w biegu na 100 metrów czasem 11,5 s. Na igrzyskach olimpijskich w 1956 w Melbourne odpadła w półfinale biegu na 100 metrów. Nie wystąpiła, mimo zgłoszenia, w skoku w dal.
Odpadła w półfinale biegu na 100 metrów na mistrzostwach Europy w 1962 w Belgradzie, a radziecka sztafeta 4 × 100 metrów z jej udziałem została zdyskwalifikowana w finale. Ustanowiła rekord świata w sztafecie 4 × 200 metrów (w składzie: Renāte Lāce, Wałentyna Masłowska, Itkina i Popowa) czasem 1:35,1 14 lipca 1963 w Moskwie, który poprawiał na 1:34,7 17 sierpnia tego roku w Moskwie (w składzie: Ziba Aleksierowa, Samotiosowa, Popowa i Itkina). Na igrzyskach olimpijskich w 1964 w Tokio odpadła w półfinale biegu na 100 metrów, a sztafeta 4 × 100 metrów w składzie: Galina Gajda, Lāce, Ludmiła Samotiosowa i Popowa zajęła 4. miejsce w finale.
Popowa odnosiła wiele sukcesów w sporcie akademickim. Podczas akademickich mistrzostw świata (UIE), rozgrywanych zwykle w ramach światowego festiwalu młodzieży i studentów) zdobyła złoty medal w skoku w dal 1 1955 w Warszawie, brązowy w tej konkurencji w 1854 w Budapeszcie i brązowy w biegu na 100 metrów w 1957 w Moskwie. Wywalczyła również srebrne medale w biegu na 100 metrów na akademickich mistrzostwach świata (FISU) w 1957 w Paryżu i na letniej uniwersjadzie w 1961 w Sofii.
Popowa była mistrzynią ZSRR w biegu na 100 metrów w 1955, 1056, 1959 i 1964, w biegu na 200 metrów w 1959 i 1963, w sztafecie 4 × 100 metrów w 1959, 1962 i 1963, w sztafecie 4 × 200 metrów w 1957 i w skoku w dal w 1955.
Oprócz wskazanych wyżej rekordów świata i Europy Popowa dwukrotnie poprawiała rekord Związku Radzieckiego w sztafecie 4 × 100 metrów do czasu 44,4 s (21 października 1964 w Tokio) i wyrównała rekord ZSRR w biegu na 200 metrów czasem 23,4 s (3 lipca 1963 w Moskwie).
Po zakończeniu kariery zawodniczej pracowała jako wykładowca na narodowym Uniwersytecie Kultury Fizycznej im. Lesgafta w Petersburgu, dochodząc do stanowiska docenta. Ma stopień kandydata nauk biologicznych.

## Rekordy życiowe
Rekordy życiowe Galiny Popowej:
- bieg na 100 metrów – 11,4 s (27 czerwca 1959, Warszawa)
- bieg na 200 metrów – 23,4 s (3 lipca 1963, Moskwa)
- skok w dal – 6,31 m (18 listopada 1955, Tbilisi)
- pięciobój – 4294 pkt18 sierpnia 1957, Odessa)